# 龙贾
龙贾（?—?），战国时人，魏国将领。
魏惠王后元五年（前330年），秦国派犀首公孙衍为大将攻打魏国，龙贾率军抵御。公孙衍大败四万多魏军，一说斩首八万。活捉魏将龙贾，攻取雕阴，又要引兵东下。魏国将河西之地献给秦国。